# Língua munji
Munji (em persa: مونجی), também chamada Munjani (مونجانی), Munjhan (مونجهان), Munjiwar, é uma língua Pamir falado no vale de Munjan em Badaquexão (província) no nordeste do Afeganistão. É semelhante à língua yidgha, que é falada no Vale Superior de Lotkoh de Chitral, a oeste de Garam Chashma em Khyber Pakhtunkhwa, Paquistão.

## História
Historicamente, Munji exibe a afinidade linguística mais próxima possível com a agora extinta língua bactriana.
A área de Garam Chashma tornou-se importante durante a Guerra do Afeganistão (1979–1989). Durante a invasão, os soviéticos não conseguiram impedir o fluxo de armas e homens para frente e para trás no Passo Dorah que separa Chitral, no Paquistão, de Badaquexão no Afeganistão . Os dois dialetos falados na área do Vale de Mamalgha e na área do Vale de Munjan eram diferentes, sendo os dialetos do norte e do sul. Os falantes se mudaram para partes de Chitral, depois que a Guerra do Afeganistão (2001–2021)
Forçou esses os falantes munji a fugir para áreas mais seguras.
Apesar da língua dari ser a predominante na região, as atitudes em relação ao munji são altamente positivas e, entre os falantes, poucos prevêem um declínio no uso.

## Amostra de texto
Bād vāy la hīsāgī yīkīt ka wa va yū hīsāyiš na pūrāniš dīld wa yū hīsā na pišḱāniš dīld.
Português
Então ela o dividiu em duas porções, de modo a poder dar a seu filho essa porção e outra a seu gato.